# Jackie Earle Haley
Jackie Earle Haley (Los Angeles, 14 luglio 1961) è un attore statunitense, candidato all'Oscar nel 2006 per il film Little Children.

## Biografia
Jackie Earle Haley comincia la sua carriera cinematografica come attore bambino. Il ruolo più rilevante è quello di Kelly Leak in Che botte se incontri gli "Orsi" (1976), con Walter Matthau e Tatum O'Neal, film che produsse due sequel.
Haley è apparso in numerosi film, tra cui Il giorno della locusta (1975), L'ultima odissea (1976) e Un week end da leone (1983), così come in ruoli da ospite in Tv. Ha interpretato "Moocher" nel film All American Boys (1979) e in seguito nell'omonima serie televisiva. È apparso come ospite in alcune serie televisive come Marcus Welby, Una famiglia americana, Love Boat, Renegade e Get a Life.
Durante gli anni novanta e l'inizio del nuovo millennio la sua carriera subisce una flessione, poi riprende a recitare nel 2006 nel film Tutti gli uomini del re e in Little Children (2006).  Per questa interpretazione è stato candidato al premio Oscar al miglior attore non protagonista e nel 2007 è stato invitato ad unirsi alla Academy of Motion Picture Arts and Sciences.
Haley possiede una società di produzione, la JEH Productions, a San Antonio (Texas).
Ha partecipato alle pellicole Semi-Pro (2008), Winged Creatures (2008) e Watchmen (2009).
Nell'aprile 2010 interpreta l'assassino Freddy Krueger nella ripresa della saga Nightmare.
Sempre nel 2010 è parte del cast di Human Target.

### Vita privata
Haley è nato e cresciuto a Northridge (Los Angeles). Si è sposato la prima volta nel 1979 con Sherry Vaughan, dalla quale ha poi divorziato. Nel 1985 si è risposato con Jennifer Hargrave, da cui ha avuto due figli: Christopher (nato nel 1986) e Olivia (nata nel 1998); dopo il divorzio dalla seconda moglie, nel 2004 ha sposato Amelia Cruz.

## Premi
Riconoscimenti come attore non protagonista ricevuti per la sua performance in Little Children:
- Chicago Film Critics Association Award
- Chlotrudis Awards
- Dallas-Ft. Worth Film Critics Association Awards 2006
- New York Film Critics Circle Awards 2006
- Online Film Critics Society Awards 2006
- San Francisco Film Critics Circle Awards 2006
- Southeastern Film Critics Association Awards 2006

### Candidature
- Premi Oscar 2007
- Screen Actors Guild Awards 2006

### Riconoscimenti alla carriera
- Young Hollywood Hall of Fame (1970)

## Filmografia

### Cinema
- Il giorno della locusta (The Day of the Locust), regia di John Schlesinger (1975)
- Che botte se incontri gli "Orsi" (The Bad News Bears), regia di Michael Ritchie (1976)
- Gli orsi interrompono gli allenamenti (The Bad News Bears in Breaking Training) regia di Michael Pressman (1977)
- L'ultima odissea (Damnation Alley), regia di Jack Smight (1977)
- Gli Orsi vanno in Giappone (The Bad News Bears Go to Japan), regia di John Berry (1978)
- All American Boys (Breaking Away), regia di Peter Yates (1979)
- Un week end da leone (Losin' It), regia di Curtis Hanson (1983)
- Dollman, regia di Albert Pyun (1991)
- Cyborg - La vendetta (Nemesis), regia di Albert Pyun (1993)
- Maniac Cop 3 - Il distintivo del silenzio (Maniac Cop III: Badge of Silence), regia di William Lustig (1992)
- Tutti gli uomini del re (All the King's Men), regia di Steven Zaillian (2006)
- Little Children, regia di Todd Field (2006)
- Winged Creatures - Il giorno del destino (Fragments), regia di Rowan Woods (2008)
- Watchmen, regia di Zack Snyder (2009) – Walter Kovacs / Rorschach
- Shutter Island, regia di Martin Scorsese (2010)
- Nightmare (A Nightmare on Elm Street), regia di Samuel Bayer (2010) – Freddy Krueger
- Dark Shadows, regia di Tim Burton (2012)
- Lincoln, regia di Steven Spielberg (2012)
- Parkland, regia di Peter Landesman (2013)
- RoboCop, regia di José Padilha (2014)
- Criminal Activities, regia di Jackie Earle Haley (2015)
- The Birth of a Nation - Il risveglio di un popolo (The Birth of a Nation), regia di Nate Parker (2016)
- Attacco al potere 2 (London Has Fallen), regia di Babak Najafi (2016)
- La torre nera (The Dark Tower), regia di Nikolaj Arcel (2017)
- Alita - Angelo della battaglia (Alita: Battle Angel), regia di Robert Rodriguez (2019)
- Hypnotic, regia di Robert Rodriguez (2023)
- Mio padre è un sicario (The Retirement Plan), regia di Tim Brown (2023)
- The Union, regia di Julian Farino (2024)

### Televisione
- Aspettando il ritorno di papà (Wait Till Your Father Gets Home) - serie TV (1972) - voce
- La valle dei dinosauri (Land of the Lost) - serie TV (1974) - voce
- Caccia grossa (The Zoo Gang) - serie TV (1985)
- La signora in giallo (Murder, She Wrote) - serie TV, episodio 2x15 (1986)
- Human Target - serie TV, 25 episodi (2010-2011)
- Preacher - serie TV, 10 episodi (2016)
- The Tick - serie TV, 6 episodi (2016)
- Narcos: Messico - serie TV , episodi 1x06-1x09 (2018)
- The First Lady - serie TV, 5 episodi (2022)

### Regista
- Criminal Activities (2015)

## Doppiatori italiani
Nelle versioni in italiano delle opere in cui ha recitato, Earle Haley è stato doppiato da: 
- Gaetano Varcasia in Little Children, Shutter Island, Dark Shadows
- Stefano Thermes ne La torre nera, Alita - Angelo della battaglia, The Tick
- Franco Mannella in The Birth of a Nation - Il risveglio di un popolo, Mio padre è un sicario
- Loris Loddi in All American Boys
- Marco Ioannucci in Un week end da leone
- Ambrogio Colombo in Winged Creatures - Il giorno del destino
- Luigi Ferraro in Semi-Pro
- Massimo Rossi in Watchmen
- Pasquale Anselmo in Nightmare
- Luciano Roffi in Human Target
- Sergio Rubini in Lincoln
- Mino Caprio in Parkland
- Simone Mori in RoboCop
- Oliviero Dinelli in Attacco al potere 2
- Marco Balzarotti in Preacher
- Luca Biagini in Narcos: Messico
- Gerolamo Alchieri in The First Lady
- Enrico Di Troia in Hypnotic
- Oreste Baldini in The Union

Da doppiatore è sostituito da:
- Nanni Baldini ne Il drago di mio padre